# Quatrième district congressionnel du Colorado
 (mars 2023).
Si vous disposez d'ouvrages ou d'articles de référence ou si vous connaissez des sites web de qualité traitant du thème abordé ici, merci de compléter l'article en donnant les références utiles à sa vérifiabilité et en les liant à la section « Notes et références ».
En pratique : Quelles sources sont attendues ? Comment ajouter mes sources ?
Le 4e district congressionnel du Colorado est un district de l'État américain du Colorado. Situé dans la partie orientale de l'État, le district englobe la plupart des Plaines de l'est du Colorado ainsi que les plus grandes villes du Front Range de Greeley, Longmont, Castle Rock et Parker.
Le district est actuellement représenté par la républicaine Lauren Boebert. Avec un indice CPVI de R + 12, c'est l'un des districts les plus républicains du Colorado, d'autant plus que le redécoupage de 2012 a retiré Fort Collins du district. Aucun démocrate n'a sérieusement contesté le district depuis 2010.

## Histoire

### Années 1990
À la suite du recensement américain de 1990 et du redécoupage des districts du Colorado qui en a découlé, le 4e district était composé des comtés de Baca, Bent, Cheyenne, Crowley, Elbert, Kiowa, Kit Carson, Larimer, Las Animas, Lincoln, Logan, Morgan, Otero, Phillips, Prowers, Sedgwick, Washington, Weld et Yuma, ainsi que de certaines parties des comtés d'Adams et d'Arapahoe.

### Années 2000
À la suite du recensement américain de 2000 et du redécoupage des districts du Colorado qui en a découlé, le 4e district était composé des comtés de Baca, Bent, Cheyenne, Crowley, Kiowa, Kit Carson, Larimer, Lincoln, Logan, Morgan, Phillips, Prowers, Sedgwick, Washington, Weld et Yuma, ainsi que de certaines parties des comtés de Boulder et d'Otero.

### Années 2010
À la suite du recensement américain de 2010 et du redécoupage des districts du Colorado qui en a découlé, le 4e district était composé des comtés de Baca, Bent, Cheyenne, Crowley, Elbert, Kiowa, Kit Carson, Las Animas, Lincoln, Logan, Morgan, Otero, Phillips, Prowers, Sedgwick, Washington, Weld et Yuma, Le district comprend également des parties des comtés d'Adams, Arapahoe, Boulder et Douglas et de très petites parties du Comté de Larimer.

## Caractéristiques
Ce district est principalement constitué de la zone du Colorado qui fait partie de la région des Grandes Plaines des États-Unis. Il est en grande partie rural. Les seules grandes villes du district sont Greeley, Longmont, Castle Rock et Parker. Jusqu'au redécoupage des années 2010, Fort Collins était la plus grande ville du district et fournissait une large base démocrate, rendant le district quelque peu compétitif.
Alors que le 4e district comprend certaines banlieues de la zone métropolitaine de Denver à tendance démocrate, contrairement aux 1er, 2e, 6e et 7e district basés dans la zone métropolitaine avec un avantage démocrate, les parties du 4e district situées dans la banlieue de Denver, comme Parker et Castle Rock, sont fortement républicaines à ce jour. Longmont est la seule grande ville du district à pencher du côté démocrate (bien que pas autant que le reste du comté de Boulder), et il y a une certaine force démocrate à Greeley même, près de l'université du Nord du Colorado. D'autre part, le district englobe certains des comtés les plus républicains du Colorado, tels que Washington, Kit Carson et Rio Blanco, où les démocrates dépassent rarement les 20 % des voix.
Historiquement, le district est à tendance républicaine, bien que Marilyn Musgrave ait remporté des victoires relativement étroites en 2004 et 2006 en raison de la force de ses adversaires démocrates à Fort Collins. Musgrave a dû compter sur de bonnes performances dans la ville plus conservatrice de Greeley pour conserver son siège. En 2008, Musgrave a perdu sa réélection face à Betsy Markey, qui est devenue la première démocrate à représenter le district depuis le début des années 1970. Markey a été battue en 2010 par le républicain Cory Gardner, et le district est devenu plus républicain lors du redécoupage en raison du retrait de Fort Collins ; aucun candidat démocrate n'a obtenu plus de 40 % des voix depuis qu'elle a quitté ses fonctions.
George W. Bush a obtenu 58 % des voix dans ce district en 2004. John McCain a remporté de justesse le district en 2008 avec 50 % des voix.
Le district est actuellement représenté par le Républicain Greg Lopez, qui a remporté une élection spéciale le 25 juin 2024, à la suite de la démission du Républicain Ken Buck. Cependant, Lopez ne se présente pas aux élections du 5 novembre 2024. Lauren Boebert, titulaire du 3e district du Colorado, est la candidate républicaine. La candidate démocrate est Trisha Calvarese, ancienne rédactrice de discours de l'AFL-CIO.

## Géographie
| #   | County     | Seat             | Population |
| --- | ---------- | ---------------- | ---------- |
| 1   | Adams      | Brighton         | 533 365    |
| 5   | Arapahoe   | Littleton        | 656 061    |
| 9   | Baca       | Springfield      | 3 344      |
| 11  | Bent       | Las Animas       | 5 681      |
| 17  | Cheyenne   | Cheyenne Wells   | 1 727      |
| 25  | Crowley    | Ordway           | 5 636      |
| 35  | Douglas    | Castle Rock      | 383 906    |
| 39  | Elbert     | Kiowa            | 28 806     |
| 41  | El Paso    | Colorado Springs | 744 215    |
| 61  | Kiowa      | Eads             | 1 384      |
| 63  | Kit Carson | Burlington       | 6 994      |
| 69  | Larimer    | Fort Collins     | 370 771    |
| 73  | Lincoln    | Hugo             | 5 480      |
| 75  | Logan      | Sterling         | 20 619     |
| 87  | Morgan     | Fort Morgan      | 29 524     |
| 95  | Phillips   | Holyoke          | 4 476      |
| 99  | Prowers    | Lamar            | 11 751     |
| 115 | Sedgwick   | Julesburg        | 2 299      |
| 121 | Washington | Akron            | 4 855      |
| 123 | Weld       | Greeley          | 359 442    |
| 125 | Yuma       | Wray             | 9 862      |

### Villes de plus de 10 000 habitants
- Highlands Ranch – 105 631
- Loveland – 76 378
- Castle Rock – 73 158
- Parker – 58 512
- Windsor – 35 788
- Lone Tree – 14 253
- Sterling – 13 735
- The Pinery – 11 311
- Castle Pines – 11 036

### Villes de 2 500 à 10 000 habitants
- Roxborough Park – 9 416
- Stonegate – 9 072
- Lamar – 7 687
- Severance – 7 683
- Eaton – 5 802
- Brush – 5 339
- Meridian – 4 786
- Castle Pines Village – 4 327
- Sierra Ridge – 3 490
- Yuma – 3 456
- Ponderosa Park – 3 334
- Strasburg – 3 307
- Meridian Village – 3 202
- Burlington – 3 172
- Acres Green – 2 922
- Bennett – 2 862
- Stepping Stone – 2 780

## Historique de vote[2]
| Années | Poste      | Résultats                      |
| ------ | ---------- | ------------------------------ |
| 2000   | Président  | Bush 57,0 % – 37,0 %           |
| 2004   | Président  | Bush 58,0 % – 41,0 %           |
| 2008   | Président  | McCain 50,0 % – 49,0 %         |
| 2012   | Président  | Romney 59,0 % – 40,0 %         |
| 2016   | Président  | Trump 57,0 % – 34,0%           |
| 2016   | Sénat      | Glenn 57,0 % - 38,0 %          |
| 2018   | Gouverneur | Stapleton (en) 57,7 % - 38,1 % |
| 2020   | Président  | Trump 57,0 % – 41,0 %          |
| 2020   | Sénat      | Gardner 59,0 % - 39,0 %        |
| 2022   | Gouverneur | Ganahl (en) 55,0 % - 43,0 %    |
| 2022   | Sénat      | O'Dea 57,0 % - 40,0 %          |

## Liste des Représentants du district
| Membre                         | Parti       | Années                             | Congrès     | Histoire électorale |
| ------------------------------ | ----------- | ---------------------------------- | ----------- | --- |
| District établi le 4 mars 1915 |             |                                    |             | |
| Edward T. Taylor (en)          | Démocrate   | 4 mars 1915 - 3 septembre 1941     | 64e - 77e   | Redécoupage depuis le district at-large et réélu en 1914. Réélu en 1916. Réélu en 1918. Réélu en 1920. Réélu en 1922. Réélu en 1924. Réélu en 1926. Réélu en 1928. Réélu en 1930. Réélu en 1932. Réélu en 1934. Réélu en 1936. Réélu en 1938. Réélu en 1940. |
| Vacant                         | Vacant      | 3 septembre 1941 - 9 décembre 1941 | 77e         | |
| Robert F. Rockwell (en)        | Républicain | 9 décembre 1941 - 3 janvier 1949   | 77e - 80e   | Élu pour terminer le mandat de Taylor. Réélu en 1942. Réélu en 1944. Réélu en 1946. perd sa réélection. |
| Wayne N. Aspinall              | Démocrate   | 3 janvier 1949 - 3 janvier 1973    | 81e - 92e   | Élu en 1948. Réélu en 1950. Réélu en 1952. Réélu en 1954. Réélu en 1956. Réélu en 1958. Réélu en 1960. Réélu en 1962. Réélu en 1964. Réélu en 1966. Réélu en 1968. Réélu en 1970. perd sa renomination.                                                      |
| James Paul Johnson (en)        | Républicain | 3 janvier 1973 - 3 janvier 1981    | 93e - 96e   | Élu en 1972. Réélu en 1974. Réélu en 1976. Réélu en 1978. Retrait. |
| Hank Brown                     | Républicain | 3 janvier 1981 - 3 janvier 1991    | 97e - 101e  | Élu en 1980. Réélu en 1982. Réélu en 1984. Réélu en 1986. Réélu en 1988. Retrait pour se présenter comme Sénateur des États-Unis. |
| Wayne Allard                   | Républicain | 3 janvier 1991 - 3 janvier 1997    | 102e - 104e | Élu en 1990. Réélu en 1992. Réélu en 1994. Retrait pour se présenter comme Sénateur des États-Unis. |
| Bob Schaffer (en)              | Républicain | 3 janvier 1997 - 3 janvier 2003    | 105e - 107e | Élu en 1996. Réélu en 1998. Réélu en 2000. Retrait. |
| Marilyn Musgrave               | Républicain | 3 janvier 2003 - 3 janvier 2009    | 108e - 110e | Élue en 2002. Réélue en 2004. Réélue en 2006. perd sa réélection. |
| Betsy Markey                   | Démocrate   | 3 janvier 2009 - 3 janvier 2011    | 111e        | Élue en 2008. Perd sa réélection. |
| Cory Gardner                   | Républicain | 3 janvier 2011 - 3 janvier 2015    | 112e , 113e | Élu en 2010. Réélu en 2012. Retrait pour se présenter comme Sénateur des États-Unis. |
| Ken Buck                       | Républicain | 3 janvier 2015 - 22 mars 2024      | 114e - 118e | Élu en 2014. Réélu en 2016. Réélu en 2018. Réélu en 2020. Réélu en 2022. Démissionne. |
| Greg Lopez                     | Républicain | 8 juillet 2024 - 3 janvier 2025    | 118e        | Élu en 2024 pour finir le mandat de Buck. Retrait. |
| Lauren Boebert                 | Républicain | 3 janvier 2025 - en cours          | 119e        | Élue en 2024. |

## Résultats des récentes élections
Voici le résultat des dix précédents cycles électoraux dans le district.

## Frontières historiques du district

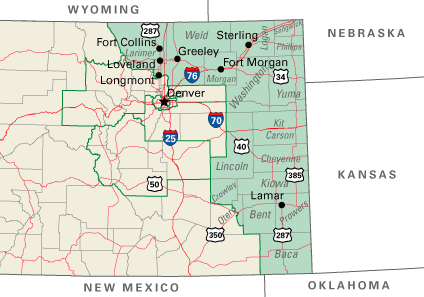
2002 - 2012

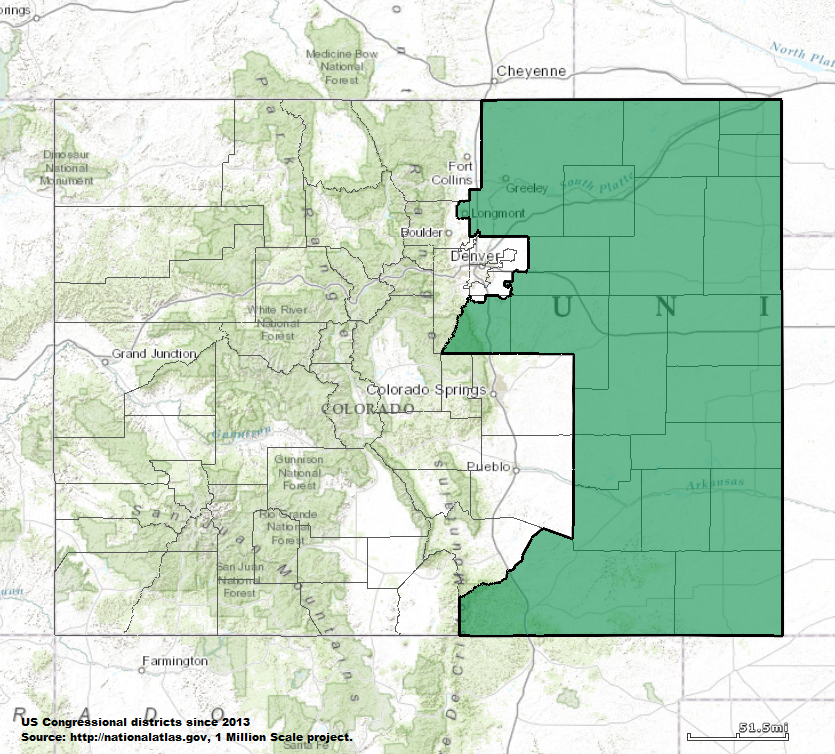
2013 - 2023

2023 - 2033

### 2004
| Élection de 2004 du 4e district congressionnel du Colorado | Élection de 2004 du 4e district congressionnel du Colorado | Élection de 2004 du 4e district congressionnel du Colorado | Élection de 2004 du 4e district congressionnel du Colorado | Élection de 2004 du 4e district congressionnel du Colorado |
| ---------------------------------------------------------- | ---------------------------------------------------------- | ---------------------------------------------------------- | ---------------------------------------------------------- | ---------------------------------------------------------- |
| Parti                                                      | Parti                                                      | Candidat                                                   | Votes                                                      | %                                                          |
|                                                            | Républicain                                                | Marilyn Musgrave (sortante)                                | 155 958                                                    | 51,5                                                       |
|                                                            | Démocrate                                                  | Stan Matsunaka                                             | 136 812                                                    | 44,78                                                      |
|                                                            | Vert                                                       | Bob Kinsey                                                 | 12 739                                                     | 4,17                                                       |
| Total des votes                                            | Total des votes                                            | Total des votes                                            | 305 509                                                    | 100 %                                                      |
|                                                            | Les Républicains conservent                                |                                                            |                                                            |                                                            |

### 2006
| Élection de 2006 du 4e district congressionnel du Colorado | Élection de 2006 du 4e district congressionnel du Colorado | Élection de 2006 du 4e district congressionnel du Colorado | Élection de 2006 du 4e district congressionnel du Colorado | Élection de 2006 du 4e district congressionnel du Colorado |
| ---------------------------------------------------------- | ---------------------------------------------------------- | ---------------------------------------------------------- | ---------------------------------------------------------- | ---------------------------------------------------------- |
| Parti                                                      | Parti                                                      | Candidat                                                   | Votes                                                      | %                                                          |
|                                                            | Républicain                                                | Marilyn Musgrave (sortante)                                | 109 732                                                    | 45,61                                                      |
|                                                            | Démocrate                                                  | Angie Paccione                                             | 103 748                                                    | 43,1,                                                      |
|                                                            | Réforme                                                    | Eric Eidsness                                              | 27 133                                                     | 11.28                                                      |
| Total des votes                                            | Total des votes                                            | Total des votes                                            | 240 613                                                    | 100 %                                                      |
|                                                            | Les Républicains conservent                                |                                                            |                                                            |                                                            |

### 2008
| Élection de 2008 du 4e district congressionnel du Colorado | Élection de 2008 du 4e district congressionnel du Colorado | Élection de 2008 du 4e district congressionnel du Colorado | Élection de 2008 du 4e district congressionnel du Colorado | Élection de 2008 du 4e district congressionnel du Colorado |
| ---------------------------------------------------------- | ---------------------------------------------------------- | ---------------------------------------------------------- | ---------------------------------------------------------- | ---------------------------------------------------------- |
| Parti                                                      | Parti                                                      | Candidat                                                   | Votes                                                      | %                                                          |
|                                                            | Démocrate                                                  | Besty Markey                                               | 187 348                                                    | 56,0                                                       |
|                                                            | Républicain                                                | Marilyn Musgrave (sortante)                                | 146 030                                                    | 44,0                                                       |
| Total des votes                                            | Total des votes                                            | Total des votes                                            | 333 378                                                    | 100 %                                                      |
|                                                            | Les Démocrates prennent aux Républicains                   |                                                            |                                                            |                                                            |

### 2010
| Élection de 2010 du 4e district congressionnel du Colorado | Élection de 2010 du 4e district congressionnel du Colorado | Élection de 2010 du 4e district congressionnel du Colorado | Élection de 2010 du 4e district congressionnel du Colorado | Élection de 2010 du 4e district congressionnel du Colorado |
| ---------------------------------------------------------- | ---------------------------------------------------------- | ---------------------------------------------------------- | ---------------------------------------------------------- | ---------------------------------------------------------- |
| Parti                                                      | Parti                                                      | Candidat                                                   | Votes                                                      | %                                                          |
|                                                            | Républicain                                                | Cory Gardner                                               | 138 634                                                    | 52,0                                                       |
|                                                            | Démocrate                                                  | Besty Markey (sortante)                                    | 109 249                                                    | 41,0                                                       |
|                                                            | Constitution                                               | Doug Aden                                                  | 12 312                                                     | 5,0                                                        |
|                                                            | Indépendant                                                | Ken "Wasko" Waszkiewicz                                    | 3986                                                       | 2,0                                                        |
| Total des votes                                            | Total des votes                                            | Total des votes                                            | 264 181                                                    | 100 %                                                      |
|                                                            | Les Républicains prennent aux Démocrates                   |                                                            |                                                            |                                                            |

### 2012
| Élection de 2012 du 4e district congressionnel du Colorado | Élection de 2012 du 4e district congressionnel du Colorado | Élection de 2012 du 4e district congressionnel du Colorado | Élection de 2012 du 4e district congressionnel du Colorado | Élection de 2012 du 4e district congressionnel du Colorado |
| ---------------------------------------------------------- | ---------------------------------------------------------- | ---------------------------------------------------------- | ---------------------------------------------------------- | ---------------------------------------------------------- |
| Parti                                                      | Parti                                                      | Candidat                                                   | Votes                                                      | %                                                          |
|                                                            | Républicain                                                | Cory Gardner (sortant)                                     | 200 006                                                    | 59,0                                                       |
|                                                            | Démocrate                                                  | Brandon Shaffer                                            | 128 800                                                    | 37,0                                                       |
|                                                            | Libertarien                                                | Josh Gilliland                                             | 10 682                                                     | 3,0                                                        |
|                                                            | Constitution                                               | Doug Aden                                                  | 5848                                                       | 1,0                                                        |
| Total des votes                                            | Total des votes                                            | Total des votes                                            | 345 336                                                    | 100 %                                                      |
|                                                            | Les Républicains conservent                                |                                                            |                                                            |                                                            |

### 2014
| Élection de 2014 du 4e district congressionnel du Colorado | Élection de 2014 du 4e district congressionnel du Colorado | Élection de 2014 du 4e district congressionnel du Colorado | Élection de 2014 du 4e district congressionnel du Colorado | Élection de 2014 du 4e district congressionnel du Colorado |
| ---------------------------------------------------------- | ---------------------------------------------------------- | ---------------------------------------------------------- | ---------------------------------------------------------- | ---------------------------------------------------------- |
| Parti                                                      | Parti                                                      | Candidat                                                   | Votes                                                      | %                                                          |
|                                                            | Républicain                                                | Ken Buck                                                   | 185 292                                                    | 65,0                                                       |
|                                                            | Démocrate                                                  | Vic Meyers                                                 | 83 727                                                     | 29,0                                                       |
|                                                            | Libertarien                                                | Jess Loban                                                 | 9472                                                       | 3,0                                                        |
|                                                            | Indépendant                                                | Grant Doherty                                              | 8016                                                       | 3,0                                                        |
| Total des votes                                            | Total des votes                                            | Total des votes                                            | 286 507                                                    | 100 %                                                      |
|                                                            | Les Républicains conservent                                |                                                            |                                                            |                                                            |

### 2016
| Élection de 2016 du 4e district congressionnel du Colorado | Élection de 2016 du 4e district congressionnel du Colorado | Élection de 2016 du 4e district congressionnel du Colorado | Élection de 2016 du 4e district congressionnel du Colorado | Élection de 2016 du 4e district congressionnel du Colorado |
| ---------------------------------------------------------- | ---------------------------------------------------------- | ---------------------------------------------------------- | ---------------------------------------------------------- | ---------------------------------------------------------- |
| Parti                                                      | Parti                                                      | Candidat                                                   | Votes                                                      | %                                                          |
|                                                            | Républicain                                                | Ken Buck (sortant)                                         | 248 230                                                    | 63,5                                                       |
|                                                            | Démocrate                                                  | Bob Seay                                                   | 123 642                                                    | 31,7                                                       |
|                                                            | Libertarien                                                | Bruce Griffith                                             | 18 761                                                     | 4,8                                                        |
| Total des votes                                            | Total des votes                                            | Total des votes                                            | 390 633                                                    | 100 %                                                      |
|                                                            | Les Républicains conservent                                |                                                            |                                                            |                                                            |

### 2018
| Élection de 2018 du 4e district congressionnel du Colorado | Élection de 2018 du 4e district congressionnel du Colorado | Élection de 2018 du 4e district congressionnel du Colorado | Élection de 2018 du 4e district congressionnel du Colorado | Élection de 2018 du 4e district congressionnel du Colorado |
| ---------------------------------------------------------- | ---------------------------------------------------------- | ---------------------------------------------------------- | ---------------------------------------------------------- | ---------------------------------------------------------- |
| Parti                                                      | Parti                                                      | Candidat                                                   | Votes                                                      | %                                                          |
|                                                            | Républicain                                                | Ken Buck (sortant)                                         | 224 038                                                    | 60,61                                                      |
|                                                            | Démocrate                                                  | Karen McCormick                                            | 145 544                                                    | 39,38                                                      |
|                                                            | Write-in                                                   | Write-in                                                   | 38                                                         | 0,01                                                       |
| Total des votes                                            | Total des votes                                            | Total des votes                                            | 369 620                                                    | 100 %                                                      |
|                                                            | Les Républicains conservent                                |                                                            |                                                            |                                                            |

### 2020
| Élection de 2020 du 4e district congressionnel du Colorado | Élection de 2020 du 4e district congressionnel du Colorado | Élection de 2020 du 4e district congressionnel du Colorado | Élection de 2020 du 4e district congressionnel du Colorado | Élection de 2020 du 4e district congressionnel du Colorado |
| ---------------------------------------------------------- | ---------------------------------------------------------- | ---------------------------------------------------------- | ---------------------------------------------------------- | ---------------------------------------------------------- |
| Parti                                                      | Parti                                                      | Candidat                                                   | Votes                                                      | %                                                          |
|                                                            | Républicain                                                | Ken Buck (sortant)                                         | 285 606                                                    | 60,1                                                       |
|                                                            | Démocrate                                                  | Ike McCorkle                                               | 173 945                                                    | 36,6                                                       |
|                                                            | Libertarien                                                | Bruce Griffith                                             | 11 026                                                     | 2,3                                                        |
|                                                            | Unity (en)                                                 | Laura Ireland                                              | 4530                                                       | 1,0                                                        |
| Total des votes                                            | Total des votes                                            | Total des votes                                            | 475 107                                                    | 100 %                                                      |
|                                                            | Les Républicains conservent                                |                                                            |                                                            |                                                            |

### 2022
| Primaire démocrate de 2022 du 4e district congressionnel du Colorado | Primaire démocrate de 2022 du 4e district congressionnel du Colorado | Primaire démocrate de 2022 du 4e district congressionnel du Colorado | Primaire démocrate de 2022 du 4e district congressionnel du Colorado | Primaire démocrate de 2022 du 4e district congressionnel du Colorado |
| -------------------------------------------------------------------- | -------------------------------------------------------------------- | -------------------------------------------------------------------- | -------------------------------------------------------------------- | -------------------------------------------------------------------- |
| Parti                                                                | Parti                                                                | Candidat                                                             | Votes                                                                | %                                                                    |
|                                                                      | Démocrate                                                            | Isaac McCorkle                                                       | 42 244                                                               | 100 %                                                                |

| Primaire républicaine de 2022 du 4e district congressionnel du Colorado | Primaire républicaine de 2022 du 4e district congressionnel du Colorado | Primaire républicaine de 2022 du 4e district congressionnel du Colorado | Primaire républicaine de 2022 du 4e district congressionnel du Colorado | Primaire républicaine de 2022 du 4e district congressionnel du Colorado |
| ----------------------------------------------------------------------- | ----------------------------------------------------------------------- | ----------------------------------------------------------------------- | ----------------------------------------------------------------------- | ----------------------------------------------------------------------- |
| Parti                                                                   | Parti                                                                   | Candidat                                                                | Votes                                                                   | %                                                                       |
|                                                                         | Républicain                                                             | Ken Buck (sortant)                                                      | 90 091                                                                  | 74,0                                                                    |
|                                                                         | Républicain                                                             | Robert Lewis                                                            | 31 593                                                                  | 26,0                                                                    |

| Élection de 2022 du 4e district congressionnel du Colorado | Élection de 2022 du 4e district congressionnel du Colorado | Élection de 2022 du 4e district congressionnel du Colorado | Élection de 2022 du 4e district congressionnel du Colorado | Élection de 2022 du 4e district congressionnel du Colorado |
| ---------------------------------------------------------- | ---------------------------------------------------------- | ---------------------------------------------------------- | ---------------------------------------------------------- | ---------------------------------------------------------- |
| Parti                                                      | Parti                                                      | Candidat                                                   | Votes                                                      | %                                                          |
|                                                            | Républicain                                                | Ken Buck (sortant)                                         | 216 024                                                    | 60,9                                                       |
|                                                            | Démocrate                                                  | Isaac McCorkle                                             | 129 619                                                    | 36,6                                                       |
|                                                            | American Constitution (en)                                 | Ryan McGonigal                                             | 8 870                                                      | 2,5                                                        |
| Total des votes                                            | Total des votes                                            | Total des votes                                            | 354 513                                                    | 100 %                                                      |
|                                                            | Les Républicains conservent                                |                                                            |                                                            |                                                            |

### 2024 (Spéciale)
| Élection spéciale de 2024 du 4e district congressionnel du Colorado | Élection spéciale de 2024 du 4e district congressionnel du Colorado | Élection spéciale de 2024 du 4e district congressionnel du Colorado | Élection spéciale de 2024 du 4e district congressionnel du Colorado | Élection spéciale de 2024 du 4e district congressionnel du Colorado |
| ------------------------------------------------------------------- | ------------------------------------------------------------------- | ------------------------------------------------------------------- | ------------------------------------------------------------------- | ------------------------------------------------------------------- |
| Parti                                                               | Parti                                                               | Candidat                                                            | Votes                                                               | %                                                                   |
|                                                                     | Républicain                                                         | Greg Lopez                                                          | 100 095                                                             | 58,4                                                                |
|                                                                     | Démocrate                                                           | Trisha Calvarese                                                    | 59 013                                                              | 34,4                                                                |
|                                                                     | Libertarien                                                         | Hannah Goodman                                                      | 9 069                                                               | 5,3                                                                 |
|                                                                     | Approval Voting (en)                                                | Frank Atwood                                                        | 3 225                                                               | 1,9                                                                 |
| Total des votes                                                     | Total des votes                                                     | Total des votes                                                     | 171 402                                                             | 100 %                                                               |
|                                                                     | Les Républicains conservent                                         |                                                                     |                                                                     |                                                                     |

### 2024 (Régulière)
| Primaire républicaine de 2024 du 4e district congressionnel du Colorado | Primaire républicaine de 2024 du 4e district congressionnel du Colorado | Primaire républicaine de 2024 du 4e district congressionnel du Colorado | Primaire républicaine de 2024 du 4e district congressionnel du Colorado | Primaire républicaine de 2024 du 4e district congressionnel du Colorado |
| ----------------------------------------------------------------------- | ----------------------------------------------------------------------- | ----------------------------------------------------------------------- | ----------------------------------------------------------------------- | ----------------------------------------------------------------------- |
| Parti                                                                   | Parti                                                                   | Candidat                                                                | Votes                                                                   | %                                                                       |
|                                                                         | Républicain                                                             | Lauren Boebert (sortante)                                               | 54 605                                                                  | 43,7                                                                    |
|                                                                         | Républicain                                                             | Jerry Sonnenberg                                                        | 17 791                                                                  | 14,2                                                                    |
|                                                                         | Républicain                                                             | Deborah Flora                                                           | 17 069                                                                  | 13,6                                                                    |
|                                                                         | Républicain                                                             | Richard Holtorf                                                         | 13 387                                                                  | 10,7                                                                    |
|                                                                         | Républicain                                                             | Mike Lynch                                                              | 13 357                                                                  | 10,7                                                                    |
|                                                                         | Républicain                                                             | Peter Yu                                                                | 8 854                                                                   | 7,1                                                                     |

| Primaire démocrate de 2024 du 4e district congressionnel du Colorado | Primaire démocrate de 2024 du 4e district congressionnel du Colorado | Primaire démocrate de 2024 du 4e district congressionnel du Colorado | Primaire démocrate de 2024 du 4e district congressionnel du Colorado | Primaire démocrate de 2024 du 4e district congressionnel du Colorado |
| -------------------------------------------------------------------- | -------------------------------------------------------------------- | -------------------------------------------------------------------- | -------------------------------------------------------------------- | -------------------------------------------------------------------- |
| Parti                                                                | Parti                                                                | Candidat                                                             | Votes                                                                | %                                                                    |
|                                                                      | Démocrate                                                            | Trisha Calvarese                                                     | 22 756                                                               | 45,2                                                                 |
|                                                                      | Démocrate                                                            | Ike McCorkle                                                         | 20 723                                                               | 41,1                                                                 |
|                                                                      | Démocrate                                                            | John Padora                                                          | 6 882                                                                | 13,7                                                                 |

| Élection de 2024 du 4e district congressionnel du Colorado | Élection de 2024 du 4e district congressionnel du Colorado | Élection de 2024 du 4e district congressionnel du Colorado | Élection de 2024 du 4e district congressionnel du Colorado | Élection de 2024 du 4e district congressionnel du Colorado |
| ---------------------------------------------------------- | ---------------------------------------------------------- | ---------------------------------------------------------- | ---------------------------------------------------------- | ---------------------------------------------------------- |
| Parti                                                      | Parti                                                      | Candidat                                                   | Votes                                                      | %                                                          |
|                                                            | Républicain                                                | Lauren Boebert (sortante)                                  | 240 213                                                    | 53,6                                                       |
|                                                            | Démocrate                                                  | Trisha Calvarese                                           | 188 249                                                    | 42,0                                                       |
|                                                            | Libertarien                                                | Hannah Goodman                                             | 11 676                                                     | 2,6                                                        |
|                                                            | Approval Voting (en)                                       | Frank Atwood                                               | 6233                                                       | 1,4                                                        |
|                                                            | Unity (en)                                                 | Paul Fiorino                                               | 1436                                                       | 0,3                                                        |
| Total des votes                                            | Total des votes                                            | Total des votes                                            | 447 807                                                    | 100 %                                                      |
|                                                            | Les Républicains conservent                                |                                                            |                                                            |                                                            |